# El Tambo (Canchaque)
El Tambo es una localidad peruana ubicada en el distrito de Canchaque, perteneciente a la provincia de Huancabamba del departamento de Piura, al norte del Perú. 

## Ubicación
El Tambo se ubica al oeste de la provincia de Huancabamba, en el distrito de Canchaque, en el departamento de Piura.

## Demografía
En 2017 El Tambo tenía una población de 4 habitantes.